# Lucien Kroll
Lucien Kroll (* 13. März 1927 in Brüssel; † 2. August 2022) war ein belgischer Architekt und Stadtplaner.

## Leben
Lucien Kroll stammte aus einer schlesisch-luxemburgischen Familie und studierte Architektur an der École nationale supérieure des arts visuels de La Cambre (ENSAV), bekannt als La Cambre. Von 1951 bis 1957 arbeitete er mit dem Architekten Charles Vandenhove zusammen. Er lebte und arbeitete in Brüssel in seinem eigenen Atelier für Städtebau, Architektur und Informatik Lucien Kroll (französisch Atelier d’Urbanisme, d’Architecture et d’Informatique), das er zusammen mit seiner Frau Simone (* 1928 als Simone Pelosse) seit 1957 betrieb. Seit 1970 war er Professor an der Écoles supérieures des arts Saint-Luc.
Ihr bekanntestes Werk ist die Site de la Mémé in Woluwe-Saint-Lambert (Belgien), auch bekannt als UCLouvain Woluwe. Dieses Stadtprojekt, das von 1970 bis 1976 als Erweiterung des Campus der Katholischen Universität Löwen (UCL) errichtet wurde, besteht aus mehreren Bereichen: Gärten, Wegen und Stegen sowie den Gebäuden des Ärztehauses (französisch Maison Médicale la Mémé), dem Rathaus, der Schule Chapelle-aux-champs, der Mensa und dem Wirtschaftsgebäude. Von 1979 bis 1982 baute das Atelier Kroll die Metrostation Alma und ihre Umgebung, die Promenade de l’Alma, den Innenhof und das kleine Restaurant.
Er beschäftigte sich über 25 Jahre mit der Siedlung in Berlin-Hellersdorf der Berliner WoGeHe Wohnungsbaugesellschaft Hellersdorf. Seit März 2022 läuft dazu die Ausstellung „Lucien Kroll in Hellersdorf. Eine Baustelle.“
Simone und Lucien Kroll wurden 2021 für ihr umfangreiches Lebenswerk mit mehr als 100 realisierten Projekte zwischen 1955 und 2008 mit dem Brussels Architecture Prize Lifetime Achievement Award ausgezeichnet. Mit dem Preis für das Lebenswerk des Brüsseler Architekturpreises wird das Engagement des Architektenpaares als Pioniere der Partizipation und der Ökologie ins Rampenlicht gerückt.
Lucien Kroll starb am 2. August 2022 im Alter von 95 Jahren.

## Bauten und Projekte (Auswahl)
- 1959: Private Wohnanlage in Auderghem (Belgien)
- 1963: Ökumenisches Zentrum in Chevetogne (Belgien)
- 1966: Wohnhaus in Embourg/Emburg (Belgien)
- 1968: Schule La maison familiale in Braine-l’Alleud (Belgien)
- 1970: Medizinische Fakultät UCLouvain Woluwe in Louvain-la-Neuve (Belgien)
- 1972: Studentenwohnheim La Mémé für die Maison des Médecins in Woluwe-Saint-Lambert (Belgien)
- 1976: Residenz Vignes-Blanches in Cergy-Pontoise (Frankreich)
- 1978: U-Bahn-Station Alma, Brüssel (Belgien)
- 1983: Technische Schule in Belfort (Frankreich)
- 1988: Kolleg Michelet in Saint-Ouen (Frankreich)
- 1994: Bezirk Hellersdorf in Berlin (Deutschland)
- 1998: Einkaufs- und Wohnkomplex in Dordrecht (Niederlande)
- 1998: HQE-Gymnasium in Caudry (Frankreich)
- 2001: Klinik La Chesnaie in der Nähe von Blois (Frankreich)
- 2002: Sanierung des Quartier des Brichères (100 Wohneinheiten) in Auxerre
- 2006: Place de Veens (42 Wohnungen) in Auxerre
- 2008: 40 Häuser mit sehr niedrigem Energieverbrauch und geringen Umweltauswirkungen in Auxerre

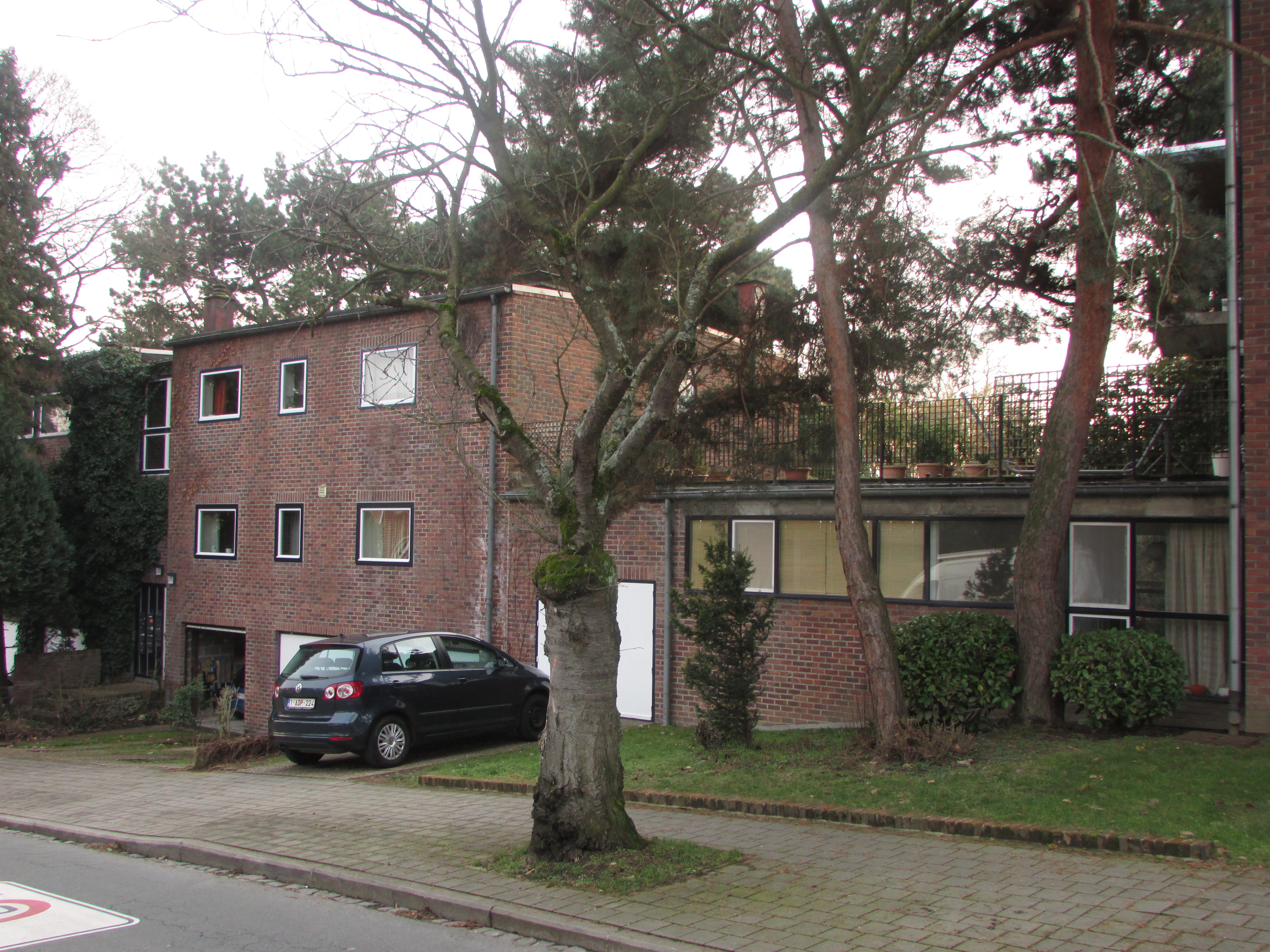
Auderghem
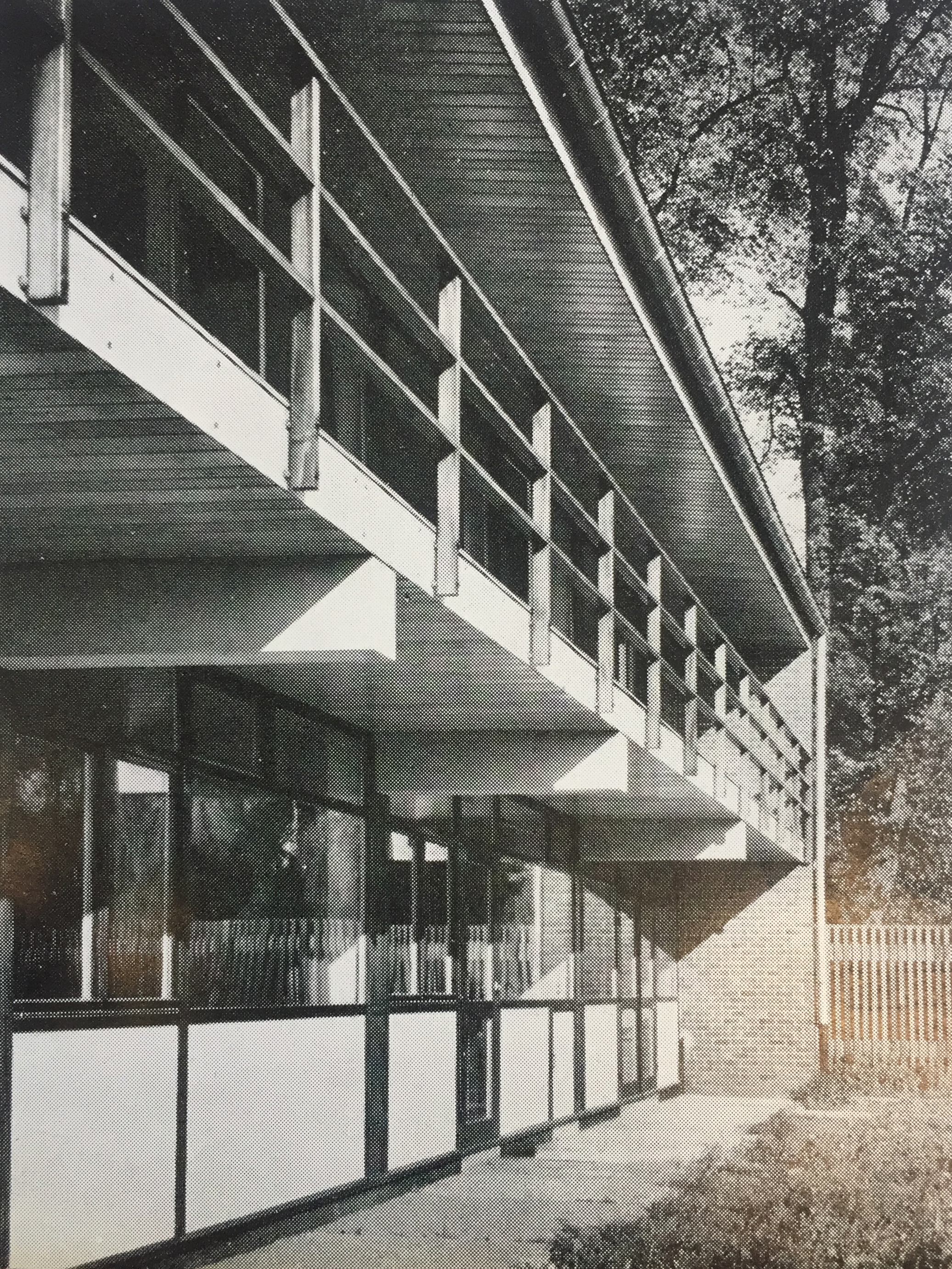
Embourg
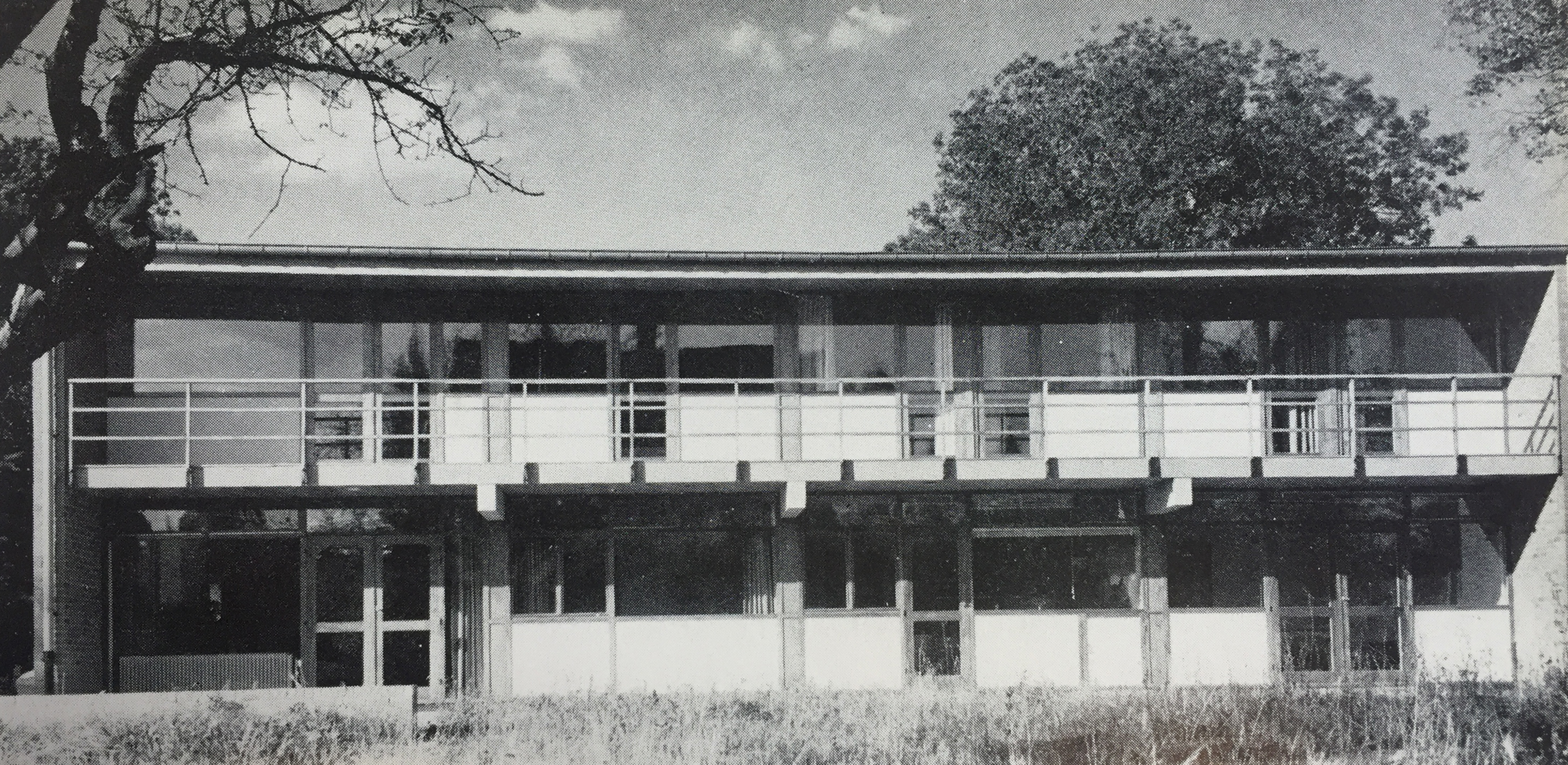
Embourg
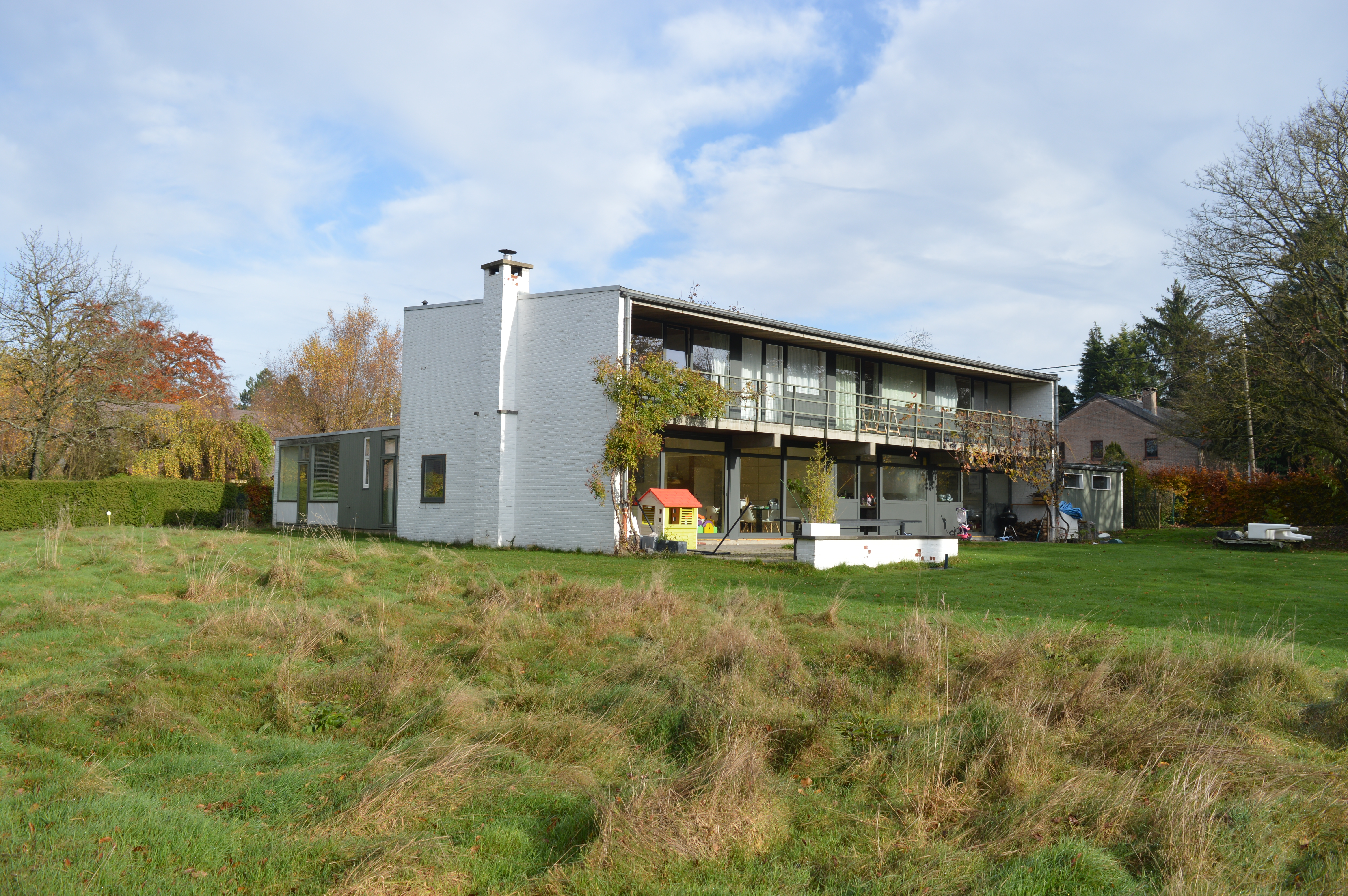
Embourg
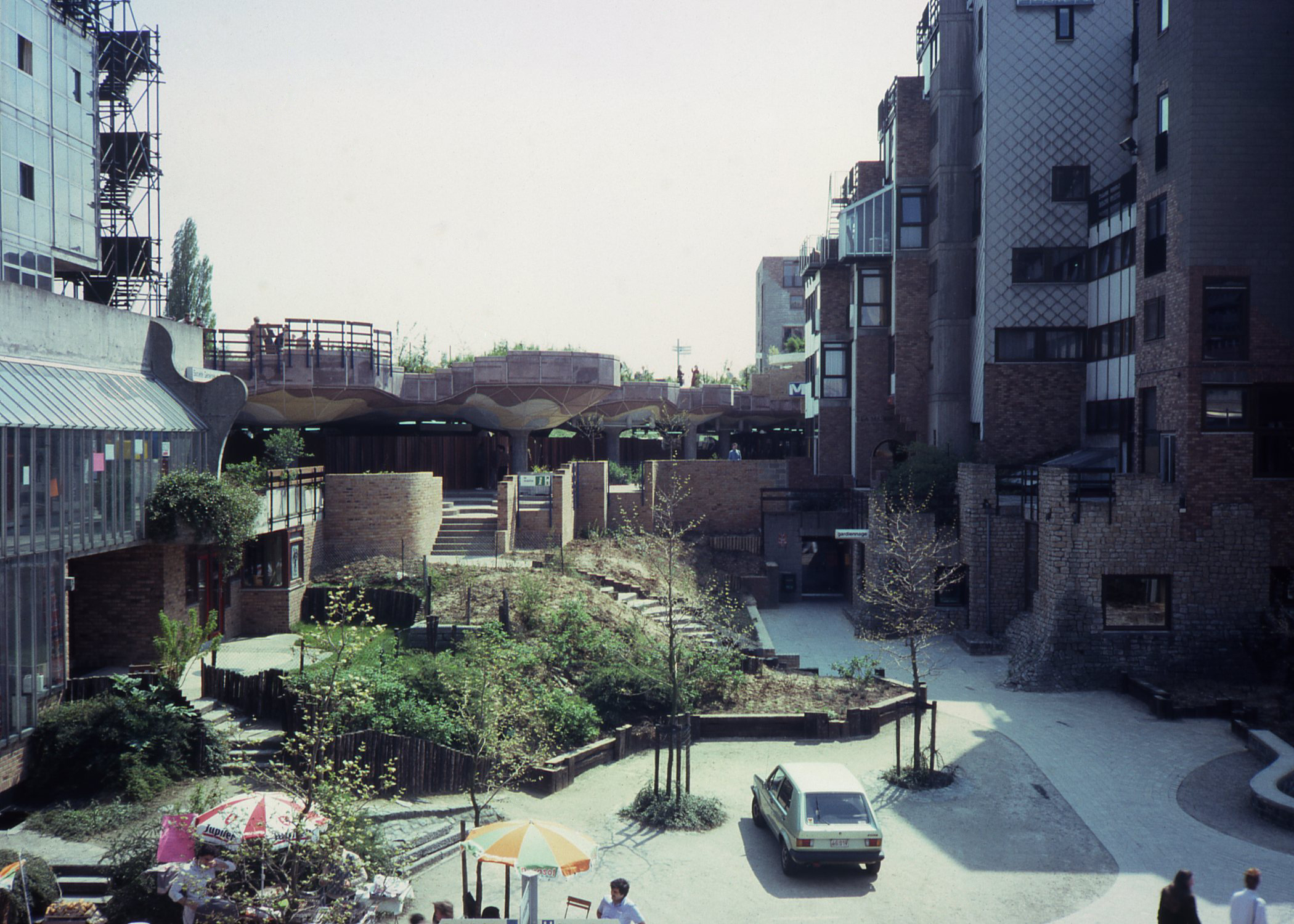
Metro Alma